# Mlînok, Fastiv
Mlînok (în ucraineană Млинок) este un sat în comuna Veprîk din raionul Fastiv, regiunea Kiev, Ucraina.

## Demografie
Componența lingvistică a localității Mlînok
     Ucraineană (92,86%)
     Rusă (7,14%)
Conform recensământului din 2001, majoritatea populației localității Mlînok era vorbitoare de ucraineană (92,86%), existând în minoritate și vorbitori de rusă (7,14%).